# Inklusiver Arbeitsmarkt
Der Begriff inklusiver Arbeitsmarkt enthält ein Leitbild, dem alle Staaten der Europäischen Union bzw. alle Unterzeichnerstaaten des Übereinkommens über die Rechte von Menschen mit Behinderungen der Vereinten Nationen verpflichtet sind. Es ist Aufgabe von Staaten, auf die Beendigung jeder Form diskriminierender Exklusion von Menschen mit Behinderung vom Arbeitsmarkt hinzuwirken. Auch gegen die systemisch bedingte Exklusion anderer Gruppen vom allgemeinen Arbeitsmarkt müssen Mitgliedsstaaten der EU proaktiv vorgehen. Potenzielle Arbeitgeber sind gehalten, Angehörige bislang exkludierter Gruppen von Menschen zu beschäftigen. Von zentraler Bedeutung sind in diesem Zusammenhang Diskriminierungsverbote.

## Definitionen und grundlegende Normierungen

### Vereinte Nationen
Das Übereinkommen über die Rechte von Menschen mit Behinderungen der UN gibt in Art. 27 vor, dass auch Menschen mit Behinderungen ein Recht auf Arbeit haben. Dieses beinhaltet „die Möglichkeit, den Lebensunterhalt durch Arbeit zu verdienen, die in einem offenen, inklusiven und für Menschen mit Behinderungen zugänglichen Arbeitsmarkt und Arbeitsumfeld frei gewählt oder angenommen wird“. Diese Bestimmung ist für alle Staaten verbindlich, die das Übereinkommen unterzeichnet haben. Allerdings können sich nur Menschen mit Behinderung auf diese Norm berufen, nicht aber andere „gefährdete und benachteiligte Menschen“ im Sinne der Definition der Europäischen Union im folgenden Abschnitt.
Segregierend wirkende Einrichtungen (wie in Deutschland Werkstätten für behinderte Menschen) sollen nach Aussagen des Hohen Kommissars der Vereinten Nationen für Menschenrechte in seiner Thematischen Studie zu Arbeit und Beschäftigung von Menschen mit Behinderungen vom 17. Dezember 2012 als „Übergangserscheinung“ betrachtet werden, die es so lange geben dürfe, „bis der allgemeine Arbeitsmarkt durch entsprechende Förderung so inklusiv, offen und zugänglich gestaltet ist, dass er allen Menschen mit Behinderungen offen steht.“

### Europäische Union
Die Europäische Kommission definiert den Begriff inklusiver Arbeitsmarkt mit den Worten: „Arbeitsmärkte sind inklusiv, wenn alle Menschen im erwerbsfähigen Alter, insbesondere gefährdete und benachteiligte Menschen, eine hochwertige, bezahlte Beschäftigung ausüben können.“
Diese Definition ist für alle Mitgliedsstaaten der Europäischen Union verbindlich.
Uwe Becker, Präsident der Evangelischen Hochschule Darmstadt, weist auf die Bedeutung des Modalverbs „können“ am Schluss der Definition hin. Mit dem „gleichen Recht auf Arbeit“ sei „nicht ein denkbar absolutes Recht auf Arbeit gemeint […], sondern lediglich das ‚Recht auf die Möglichkeit‘ einen Arbeitsplatz zu erhalten. Ob und wie sich nun aus dieser Möglichkeit auch die reale Einlösung ergibt, […] darüber entscheiden“, so Becker, „die Gegebenheiten des Arbeitsmarktes.“ Bereits 2014 empfand der Deutsche Caritasverband die Formulierung „das gleiche Recht von Menschen mit Behinderungen auf Arbeit“ als „bemerkenswert, weil alle Menschen ohne Behinderung in Deutschland einen Anspruch auf Transferleistungen und umfassende Unterstützung haben, wenn sie auf dem Arbeitsmarkt keinen Arbeitsplatz finden - aber keine Garantie für die Teilhabe am Arbeitsleben.“

#### Gefährdete und benachteiligte Menschen
Zu den „gefährdete[n] und benachteiligte[n] Menschen“ im Sinne der Definition der Europäischen Union gehören auch, aber nicht nur Menschen mit Behinderung. In Deutschland wird die Bedeutung dieser Bestimmung von Gruppen, die der Staat fördern solle, insbesondere deutlich
- anhand der Diskussion der Pläne der Ampelkoalition zur Einführung einer Ausbildungsgarantie nach dem Vorbild Österreichs (wo es eine solche bereits seit 2017 gibt)[6] und
- anhand der Diskussion über das Teilhabechancengesetz, insbesondere über die 2019 in Kraft getretenen Paragraphen § 16e SGB II und § 16i SGB II.

##### Ausbildungsgarantie
Laut der Bertelsmann-Stiftung reicht die forcierte Rekrutierung von Menschen mit Behinderung für den Ausbildungsmarkt und den allgemeinen Arbeitsmarkt in den 2020er Jahren nicht mehr aus. Ein Mangel an formalen Qualifikationen sei ein Hauptgrund für die „Rest-Arbeitslosigkeit“ in Zeiten eines hohen Fachkräftebedarfs. Die Herausforderung durch Passungsprobleme am Ausbildungsmarkt werde von Jahr zu Jahr größer. So habe rund ein Drittel aller 20- bis 34-Jährigen mit Hauptschulabschluss keine Ausbildung absolviert – obwohl es gleichzeitig viele unbesetzte Lehrstellen gebe. Von denjenigen ohne Schulabschluss seien es sogar fast zwei Drittel. Wenn eine Ausbildungsgarantie sinnvoll ausgestaltet und die Anreize für einen Wechsel in betriebliche Ausbildung richtig gesetzt seien, könne sie nicht nur einen wirkungsvollen Beitrag zur Reduzierung von Versorgungs-, sondern auch von Besetzungsproblemen auf dem Ausbildungsmarkt leisten, wirbt die Bertelsmann-Stiftung für die Ausbildungsgarantie.
Die These, Menschen mit dem (vermeintlichen) Fehlen von „auf dem Arbeitsmarkt erforderlichen Kompetenzen und/oder Qualifikationen“ hätten es generell auf dem ersten Arbeitsmarkt schwerer als früher, wird durch die Arbeitslosigkeit unter schwerbehinderten Beschäftigten mit akademischer Ausbildung bestätigt. Laut Bundesagentur für Arbeit lag die Anzahl Ende des Jahres 2023 bei ca. 8.700 Betroffenen. Im August 2022 wurde die Zahl noch mit ca. 8.000 angegeben.
Der Koalitionsvertrag der seit Dezember 2021 amtierenden Ampelkoalition vom 24. November 2021 enthält die Aussage, dass die Koalition die Absicht habe, eine Ausbildungsgarantie zu beschließen. Diese solle „allen Jugendlichen [bis zu einem Alter von 25 Jahren] einen Zugang zu einer vollqualifizierenden Berufsausbildung ermöglich[en], stets vorrangig im Betrieb.“ Durch diese Aussage wird die Menge derjenigen, die in den Genuss einer Ausbildungsgarantie kommen sollen, im Vergleich zum Status quo deutlich vergrößert. Bislang gibt es in Deutschland eine derartige Garantie gemäß § 19 SGB III nur gegenüber Menschen mit Behinderungen, die „nicht nur vorübergehend wesentlich gemindert sind und die deshalb Hilfen zur Teilhabe am Arbeitsleben benötigen, einschließlich Menschen mit Lernbehinderungen.“
Corinna Rüffer, in der Bundestagsfraktion von Bündnis 90/Die Grünen zuständig für Belange von Menschen mit Behinderung, begründete im Februar 2023 die Ausweitung des Personenkreises, dem eine Ausbildungsgarantie helfen solle: „Wir haben viele Jugendliche, nicht nur mit formalen Behinderungen, sondern auch mit Migrationshintergrund oder solche, die aus anderen Gründen keinen Schulabschluss haben und die wir derzeit nicht als ausbildungsreif begreifen. Die müssen wir erreichen, wenn die Ausbildungsgarantie einen Effekt haben soll.“ In diesem Zusammenhang gibt es Stimmen, die die Fixierung auf den Behindertenstatus im Hinblick auf Fördermaßnahmen für junge Menschen ablehnen. Dadurch, dass soziale Ursachen einer „Lernbehinderung“ nicht genügend aus der Diagnose herausgefiltert würden, werde das Gebot der WHO, wonach jede Behinderung ein gesundheitliches Problem als Ausgang haben müsse, nicht hinreichend berücksichtigt. Der DGB im Raum Köln–Bonn sprach 2012 im Zusammenhang mit der Gruppe, die auf der Grundlage von § 66 Berufsbildungsgesetz (BBiG) gefördert werden soll, von „Menschen […], die eine körperliche oder geistige Behinderung haben, [sowie] lernbeeinträchtigte[n], entwicklungsverzögerte[n] und sozial benachteiligte[n] Jugendliche[n]“ und meidet bewusst bei den zuletzt genannten Gruppen den Begriff „Behinderung“.
Der Deutsche Paritätische Wohlfahrtsverband liefert das Fundament für die Einführung einer umfassenden Ausbildungsgarantie in Deutschland, indem er die These vertritt, es gebe ein „Menschenrecht auf Ausbildung“.
Unklar ist, wie eine Ausbildungsgarantie für stark kognitiv beeinträchtigte junge Menschen nach den Vorstellungen der Ampelkoalition umgesetzt werden soll. Takis Mehmet Ali, Beauftragter der SPD-Bundestagsfraktion für die Belange von Menschen mit Behinderung, setzt sich dafür ein, dass Menschen mit einer „geistigen Behinderung“ ins duale System der Berufsausbildung einbezogen werden. Ihm widersprach ein Leiter eines Inklusionsbetriebs: Es reiche nicht, „wenn wir für Menschen mit geistiger Behinderung die bestehende Ausbildung anders verpacken und kleiner machen. Wie brauchen für sie eine ganz neue Form der Ausbildung, praxisorientiert und sehr fokussiert, wo die Theorievermittlung auf die Praxis abzielt.“ Das Ziel sei ein guter Berufseinstieg. Das duale Ausbildungssystem sei für viele eine Überforderung.

##### Teilhabechancengesetz
Das 2019 eingeführte Teilhabechancengesetz soll den Zweck erfüllen, „arbeitsmarktferne“ Personen, die jahrelang nicht erwerbstätig waren, in den allgemeinen Arbeitsmarkt zu integrieren. Zu diesem Zweck wurden die Paragraphen 16e und 16i ins SGB II eingefügt. § 16e SGB II richtet sich an „arbeitsmarktferne“, § 16i SGB II „sehr arbeitsmarktferne“ Leistungsberechtigte der Grundsicherung für Arbeitsuchende, die ohne die neuen Angebote, die die Paragraphen enthalten, nur begrenzte Aussichten auf dem Arbeitsmarkt haben. Unter dieser Personengruppe befinden sich auch, aber nicht nur schwerbehinderte Menschen.
Eine Forschergruppe des Instituts für Arbeitsmarkt- und Berufsforschung (IAB) teilte 2021 Teilnehmer an Projekten zur Umsetzung der Förderung arbeitsmarktferner Personen durch das für sie zuständige Jobcenter in sechs Haupttypen ein:
- Typ 1: „Ostdeutsche ‚Verlierer‘ der deutschen Wiedervereinigung“ (infolge von umfangreichen Betriebsschließungen und Umstrukturierungen).
- Typ 2: „Westdeutsche ‚Verlierer‘ des Strukturwandels“ als Folge des wirtschaftlichen und technologischen Wandels (in Form von flächendeckenden Maßnahmen zur Rationalisierung und Tertiarisierung des Arbeitslebens).
- Typ 3 nimmt eine gewisse Sonderstellung ein. Die Durchschnittsalter sind ähnlich wie bei Typ 1 und Typ 2, aber die Teilnehmer des Typs 3 weisen deutlich höhere Frauen- und Migrantenanteile sowie eine wesentlich geringere Häufigkeit beruflicher Abschlüsse auf. In Typ 3 mischen sich die Merkmale der älteren „Verlierer“ des Strukturwandels in Ost und West mit migrationsspezifischen, frauenspezifischen und bildungsbezogenen Hemmnissen der Erwerbsintegration.
- Typ 4: Jüngere, überwiegend bildungsbenachteiligte, arbeitsmarktferne, alleinstehende Männer.
- Typ 5: Menschen mit migrationsspezifischen Arbeitsmarktrisiken.
- Typ 6: Frauen mit frauenspezifischen Arbeitsmarktrisiken.

Konkrete Maßnahmen sollen sowohl zu den festgestellten Problemen und Bedürfnissen der verschiedenen Typen von Projektteilnehmern als zu den Anforderungen des in Frage kommenden konkreten Arbeitsplatzes passen, damit die Förderung nachhaltig ist.
Eine Unterscheidung zwischen behinderten und nicht behinderten „(sehr) arbeitsmarktfernen“ Personen nahm das IAB bei seiner Typeneinteilung 2021 nicht vor. Das Gesetz unterscheidet beide Gruppen nur im Hinblick auf die Zeitdauer, die ein Antragsteller nicht erwerbstätig gewesen sein muss (ein Jahr Unterschied), um leistungsberechtigt zu sein. Im Juni 2022 förderten deutsche Jobcenter auf der Grundlage von § 16i SGB II 42.000 Personen und knapp 8000 Personen auf der Grundlage von § 16e SGB II.

#### Hochwertige, bezahlte Beschäftigung
Die Europäische Union beabsichtigt, dass durch eine Politik der „aktiven Eingliederung“ „allen Bürger(inne)n, besonders den am stärksten benachteiligten, die Möglichkeit gegeben wird, uneingeschränkt am gesellschaftlichen Leben teilzunehmen und einer Beschäftigung nachzugehen.“ Um „Armut und sozialer Ausgrenzung entgegenzuwirken“, will die EU u. a. „inklusive Arbeitsmärkte schaffen, indem der Einstieg in den Arbeitsmarkt vereinfacht, die Armut trotz Erwerbstätigkeit bekämpft und Armutsfallen und negative Arbeitsanreize verhindert werden“.
Die EU-Kommission hält es für selbstverständlich, dass Arbeitnehmer dort, wo es in der EU einen gesetzlichen Mindestlohn gibt, diesen von ihrem Arbeitgeber bezahlt bekommen. Ein Hauptkritikpunkt an der Institution „Werkstatt für behinderte Menschen“ in Deutschland besteht darin, dass die dort Beschäftigten durch ihre Arbeit nicht ein entsprechendes Einkommen erzielen können, obwohl es sich bei ihrer Arbeit nicht um eine Arbeitstherapie handelt, sondern das Erreichen des Wirtschaftlichkeitsmandats ihrer WfbM von ihrer Produktivität abhängt.
Darüber hinaus verweist das Attribut „hochwertig“ darauf, dass Menschen in barrierefreier Umgebung unerwartet gute Leistungen erbringen können, die ihren bislang verborgen gebliebenen Fähigkeiten entsprechen, und eine entsprechend hohe Bezahlung für ihre Arbeit verlangen können. Auch gefühlte Unterforderung ist ein Grund für viele Werkstatt-Beschäftigte, einer Beschäftigung durch eine WfbM entgehen zu wollen.

## Diskriminierungsverbote weltweit
In den meisten demokratischen Rechtsstaaten gibt es eine ausgefeilte Gesetzgebung und Rechtsprechung zum Thema „Verbot der Diskriminierung von Menschen mit Behinderung wegen ihrer Behinderung“.

### Europäische Union
In der gesamten Europäischen Union ist eine Diskriminierung wegen einer Behinderung durch Art. 21 der Charta der Grundrechte der Europäischen Union verboten. Rechtsverbindlichkeit erlangte die Bestimmung am 13. Dezember 2007 durch das Inkrafttreten des Vertrags von Lissabon. Die „Rahmen-Richtlinie Beschäftigung“ (Richtlinie 2000/78/EG des Rates vom 27. November 2000) verlangt die Bekämpfung von Diskriminierung wegen der Religion oder der Weltanschauung, einer Behinderung, des Alters oder der sexuellen Ausrichtung im Bereich Beschäftigung und Beruf.

### Deutschland
Nach Angaben der Antidiskriminierungsstelle des Bundes war 2021 in Deutschland ungefähr jeder sechste Mensch schwerbehindert oder chronisch krank.
Auf diesen Personenkreis sind die im Folgenden angeführten rechtlichen Regelungen anwendbar. Darüber hinaus können auch selbst nicht behinderte oder chronisch kranke Menschen diskriminiert werden, z. B. indem Eltern eines schwerbehinderten Kindes im Vergleich zu Eltern ohne ein solches Kind im Arbeitsleben benachteiligt werden.

#### Grundgesetz
In Deutschland hat Art. 3 Abs. 3 Satz 2 GG Verfassungsrang: „Niemand darf wegen seiner Behinderung benachteiligt werden.“ 

Auffällig an dem Satz ist, dass er nicht lautet: „Niemand darf wegen seiner Behinderung bevorzugt oder benachteiligt werden.“, obwohl die dem Satz vorangehenden Diskriminierungsverbote des Art. 3 GG dieses Formulierungsschema verwenden. Verfassungsrechtler weisen darauf hin, dass jede für den Betreffenden vorteilhafte Andersbehandlung eines Menschen mit Behinderung als Nachteilsausgleich bewertet werden müsse (vgl. auch das Konzept der „umgekehrten Diskriminierung“).

#### Einfachrechtliche Diskriminierungsverbote
Von besonderer Bedeutung sind in Deutschland die Ausgleichsabgabe, geregelt durch § 160 SGB IX, und das Allgemeine Gleichbehandlungsgesetz (AGG).

##### Ausgleichsabgabe
Von der Ausgleichsabgabe sind alle Unternehmen und Dienststellen betroffen, die jahresdurchschnittlich mehr als 20 Arbeitnehmer beschäftigen. Sie müssen fünf Prozent ihrer Arbeitsplätze mit schwerbehinderten Menschen besetzen. Wenn sie dieses Ziel nicht erreichen, müssen sie – je nach dem Ausmaß der Unterschreitung dieser Quote – pro nicht besetztem Arbeitsplatz an das für sie zuständige Integrationsamt (bzw. Inklusionsamt) eine Ausgleichsabgabe zahlen.

##### Allgemeines Gleichbehandlungsgesetz
Darüber hinaus kann auch solchen Unternehmen oder Dienststellen eine Diskriminierung von Menschen mit Behinderung vorgehalten werden, die ihre Quote erfüllen. Dies kann vor allem dann geschehen, wenn ihnen vorgeworfen wird, dass sie das in § 164 Abs. 1 Satz 7 und 8 SGB IX beschriebene Verfahren nicht eingehalten haben.
Demnach haben Arbeitgeber nicht nur die Pflicht, durch die Beschäftigung von Menschen mit Behinderung zur Erfüllung ihrer Pflichtquote beizutragen, sondern – auch dann, wenn sie die Behindertenquote bereits erfüllen oder übererfüllen –
- ihre Schwerbehindertenvertretung sowie ihren Betriebs- oder Personalrat über ihre ablehnende Entscheidung zu informieren,
- zu prüfen, ob diese Gremien mit ihr einverstanden sind, und
- die einzelnen Gründe mit den genannten Gremien zu erörtern.[27]

Im März 2023 wurde der Landkreis Vechta vom Bundesarbeitsgericht in letzter Instanz zu einer Zahlung von 10.000 € an einen schwerbehinderten Bewerber verurteilt, der vom Landkreis nicht eingestellt wurde, obwohl er bei seiner Bewerbung im Jahr 2019 alle Anforderungen an die ausgeschriebene Arbeitsstelle erfüllte (Az. 8 AZN 680/22). Der Landkreis besetzte den Arbeitsplatz mit einem anderen Bewerber, dem er eine „bessere fachliche Eignung“ zuschrieb. Dabei ließ er sich von der Ansicht leiten, die Behinderung des Bewerbers spiele keine Rolle, weil der Landkreis seinerzeit die Behindertenquote erfüllte. Das BAG bewertete diese Ansicht als Rechtsirrtum. Der Anwalt des Klägers zog aus dem Urteil die Schlussfolgerung, dass das AGG im Arbeits- und Privatleben in Deutschland von herausragender Bedeutung sei und dass sich dessen selbst viele Juristen nicht bewusst seien. Das AGG werde in Zukunft im deutschen Arbeitsrecht „eine große Rolle spielen“.

## Deutsches Sozial- und Arbeitsrecht als mögliche Problemquelle

### Menschen mit Behinderung, Teilhabe schwerbehinderter Menschen
Die Frage, ob ein Mensch behindert ist, wird nach dem Neunten Buch Sozialgesetzbuch (SGB IX) beurteilt. Als Menschen mit Behinderungen gelten demnach Menschen, die körperliche, seelische, geistige oder Sinnesbeeinträchtigungen haben, die sie in Wechselwirkung mit einstellungs- und umweltbedingten Barrieren an der gleichberechtigten Teilhabe an der Gesellschaft mit hoher Wahrscheinlichkeit länger als sechs Monate hindern können (§ 2 Abs. 1 Satz 1 SGB IX). Der individuelle Körper- und Gesundheitszustand von Antragstellern muss von dem für das Lebensalter typischen Zustand abweichen.
In den 945 im Jahr 2020 in Deutschland existierenden Inklusionsunternehmen, -betrieben und -abteilungen wurden seinerzeit 13.590 Menschen mit einer Schwerbehinderung beschäftigt. Die Anzahl der Beschäftigten in Werkstätten für behinderte Menschen betrug im Jahr 2022 ca. 320.000; diese Menschen mit einer vollen Erwerbsminderung waren auf mehr als 3000 Standorte verteilt.

#### Inklusionsbetriebe
Inklusionsbetriebe beschäftigen schwerbehinderte Menschen auf dem allgemeinen Arbeitsmarkt als Arbeitnehmer, deren Teilhabe an einer sonstigen Beschäftigung auf dem allgemeinen Arbeitsmarkt auf Grund von Art oder Schwere der Behinderung oder wegen sonstiger Umstände voraussichtlich trotz Ausschöpfens aller Fördermöglichkeiten und des Einsatzes von Integrationsfachdiensten auf besondere Schwierigkeiten stößt (§ 215 Abs. 1 SGB IX).

#### Werkstätten für behinderte Menschen
Eine Werkstatt für behinderte Menschen (WfbM) ist eine Einrichtung zur Teilhabe schwerbehinderter Menschen am Arbeitsleben und zur Eingliederung in das Arbeitsleben, die nach Aussage des Gesetzestextes (trotz der in § 215 SGB IX genannten Alternative, s. o.) „wegen Art oder Schwere der Behinderung nicht, noch nicht oder noch nicht wieder auf dem allgemeinen Arbeitsmarkt beschäftigt werden können“ (§ 219 Abs. 1 SGB IX). Voll erwerbsgeminderte Menschen mit Behinderung in einer WfbM besitzen den Status von „arbeitnehmerähnlichen Personen“ ohne Anspruch auf den gesetzlichen Mindestlohn. Ihr Übergang auf den allgemeinen Arbeitsmarkt soll gefördert werden, wenn sie von der Bundesagentur für Arbeit als dafür geeignet bewertet werden. Noch 2021 betonte die Bundesagentur, dass zur Zielgruppe von Maßnahmen nach § 55 SGB IX („Unterstützte Beschäftigung“) „nicht Menschen mit Behinderungen [zählen], die werkstattbedürftig im Sinne des § 219 SGB IX sind.“ Der genannte Paragraph bestimmt, dass der „Übergang geeigneter Personen auf den allgemeinen Arbeitsmarkt“ gefördert werden solle. Ob jemand (nicht) „werkstattbedürftig“ ist, wird durch eine „Eignungsabklärung“ durch Experten festgestellt. Dies geschieht überwiegend mit Hilfe von Verfahren wie der „Diagnose der Arbeitsmarktfähigkeit (DIA-AM)“. Laut § 112 SGB III ist bei Maßnahmen zur Teilhabe am Arbeitsleben generell „die berufliche Eignung abzuklären oder eine Arbeitserprobung durchzuführen.“

### Erwerbsfähigkeit

#### Gesetzliche Rentenversicherung
Die gesetzliche Rentenversicherung unterscheidet in § 43 SGB VI zwischen teilweiser und voller Erwerbsminderung. Teilweise erwerbsgemindert sind Versicherte, die wegen Krankheit oder Behinderung auf nicht absehbare Zeit außerstande sind, unter den üblichen Bedingungen des allgemeinen Arbeitsmarktes mindestens sechs Stunden täglich erwerbstätig zu sein (§ 43 Abs. 1 Satz 2 SGB VI). Voll erwerbsgemindert sind Versicherte, die aus denselben Gründen auf nicht absehbare Zeit außerstande sind, unter den üblichen Bedingungen des allgemeinen Arbeitsmarktes mindestens drei Stunden täglich erwerbstätig zu sein (§ 43 Abs. 2 Satz 2 SGB VI). Wer aber unter den üblichen Bedingungen des allgemeinen Arbeitsmarktes mindestens sechs Stunden täglich erwerbstätig sein kann (§ 43 Abs. 3 SGB VI), gilt nicht als erwerbsgemindert. Erwerbsminderungsrente als Entgeltersatzleistung kann beansprucht werden, wenn bei Vorliegen der sonstigen Voraussetzungen vor Erreichen der Regelaltersgrenze (d. h. – nach § 35 Satz 2 SGB VI – der Vollendung des 67. Lebensjahres bei Angehörigen der Geburtsjahrgänge ab 1964) teilweise oder volle Erwerbsminderung eintritt. Leistungen zur Wiederherstellung der Erwerbsfähigkeit (Rehabilitation) haben allerdings Vorrang vor Rentenleistungen (§ 9 Abs. 1, Satz 2, 3 SGB VI).

#### Statistiken

##### Teilnehmer am Arbeitsmarkt
„Voll Erwerbsgeminderte“ werden in deutschen Statistiken nicht als Arbeitsuchende geführt. Sie gehören daher per definitionem nicht zum Erwerbspersonenpotenzial, zu den Erwerbspersonen und zu den Arbeitslosen. Da sie als außerhalb des allgemeinen Arbeitsmarkts stehend betrachtet und deshalb in Arbeitsmarktstatistiken nicht berücksichtigt werden, gelten sie auch nicht als arbeitsmarktfern im Sinne des SGB II.

##### Einteilung großer Altersgruppen
Im Bereich der Demografie wird großen Altersgruppen pauschal die Eigenschaft zugewiesen, „erwerbsfähig“ bzw. „nicht erwerbsfähig“ zu sein. Für Statistiker gibt es zwei als „erwerbsunfähig“ definierte Altersgruppen und eine als „erwerbsfähig“ definierte. In Deutschland gelten alle Kinder und Jugendlichen unter 15 Jahren sowie alle Menschen oberhalb der Regelaltersgrenze als „erwerbsunfähig“, und zwar unabhängig davon, ob sie einer Erwerbstätigkeit tatsächlich nachgehen (können). Angehörige der dazwischen liegenden Altersgruppe gelten bei Betrachtung der Gesamtgruppe international als „erwerbsfähig“. Dabei gibt es Unterschiede zwischen den Staaten bei der Festlegung der Grenzen zwischen den Altersgruppen.

### Arbeitsförderung auf der Grundlage mehrerer Bücher des Sozialgesetzbuchs
Leistungen der Arbeitsförderung für Menschen mit Behinderung werden im 7. Abschnitt des SGB III (Teilhabe von Menschen mit Behinderungen am Arbeitsleben, §§ 112 ff. SGB III) geregelt, das Schwerbehindertenrecht zum behinderungsbedingten Nachteilsausgleich am Arbeitsplatz in Teil 3 des SGB IX (§§ 151 ff. SGB IX).
Das SGB III enthält vor allem Bestimmungen für Menschen, die Anspruch auf die Versicherungsleistung Arbeitslosengeld (früher Arbeitslosengeld I) haben. Für Menschen, die solche Ansprüche nicht geltend machen können, und deren Angehörige kommen Zahlungen nach dem Bürgergeld in Betracht, wenn sie hilfebedürftig sind, da es sich um eine nachrangige staatliche Leistung handelt.
Zu beachten ist, dass Leistungen für Arbeitsuchende aus anderen Etatpositionen finanziert werden als Leistungen der Grundsicherung im Alter und bei Erwerbsminderung. Allerdings haben hilfebedürftige erwerbsfähige Menschen mit Behinderung auch Zugriff auf Leistungen nach dem SGB II. Voll erwerbsgeminderte Menschen mit Behinderung haben diese Zugriffsmöglichkeit jedoch nicht, da sie sich nicht als „Arbeit suchend“ registrieren lassen können.

### Gesetz zur Förderung eines inklusiven Arbeitsmarkts
Mit dem Gesetz zur Förderung eines inklusiven Arbeitsmarkts vom 6. Juni 2023 werden insbesondere das SGB IX, SGB II und SGB III geändert. Es soll mehr Menschen mit Behinderungen in reguläre Arbeit bringen, mehr Menschen mit gesundheitlichen Beeinträchtigungen in Arbeit halten und eine zielgenauere Unterstützung für Menschen mit Schwerbehinderung ermöglichen.

## Ökonomische Vorteile eines inklusiven Arbeitsmarkts
Im Dezember 2021 wies der informationsdienst des Instituts der deutschen Wirtschaft (iwd) darauf hin, dass ein inklusiverer Arbeitsmarkt volkswirtschaftliche Vorteile mit sich bringe. Die Erwerbsquote von erwerbsfähigen Menschen mit Beeinträchtigungen habe 2019 um gut 20 Prozentpunkte unter dem Durchschnitt der Bevölkerung gelegen. Ein Viertel bis rund die Hälfte der nicht erwerbstätigen Betroffenen könne sich vorstellen, künftig (wieder) eine Erwerbstätigkeit aufzunehmen.
In seiner Rede am 12. Mai 2023 zur Verabschiedung des Gesetzes zur Förderung eines inklusiven Arbeitsmarkts betonte Bundesarbeitsminister Hubertus Heil, dass es vor dem Hintergrund des aktuellen hohen Fachkräftebedarfs geboten sei, Menschen mit Behinderungen „noch stärker darin zu unterstützen, einer Erwerbstätigkeit nachgehen zu können.“ Menschen mit Behinderungen seien oft überdurchschnittlich qualifiziert und hochgradig motiviert.
Die These, Menschen mit Behinderung seien für den allgemeinen Arbeitsmarkt von großem wirtschaftlichen Nutzen, trifft allerdings nicht auf alle Menschen mit Behinderung zu, insbesondere nicht auf diejenigen, deren Beschäftigungsfähigkeit sich durch ihre Krankheit oder Behinderung stark verringert hat, bis hin zur Berufsunfähigkeit, und auf Menschen mit starken kognitiven Beeinträchtigungen.
Damit solche Menschen von potenziellen Arbeitgebern eingestellt werden, sind Anreize, vor allem in Form von Unterstützungszahlungen der öffentlichen Hand bzw. aus Mitteln der Ausgleichsabgabe erforderlich. Die Gesamthöhe entsprechender Leistungen ergibt sich, wie Annika Wiese 2019 nachwies, aus dem bereits vor Inkrafttreten der UN-Behindertenrechtskonvention in Deutschland zu beobachtenden „Kapazitätendiskurs“ in der Sozialpolitik, einschließlich der Behindertenpolitik. Dieser Diskurs werde mit der Absicht geführt, durch neue rechtliche Regelungen „ausufernde Ausgaben einzudämmen“. Aus diesem Interesse heraus halte sich die öffentliche Verwaltung oftmals dabei zurück, großzügig die Erstattung von Kosten für Maßnahmen zur Unterstützung der Arbeit von Menschen mit Behinderung auf dem allgemeinen Arbeitsmarkt zu bewilligen.

## Kritik

### Hindernisse auf dem Weg zu einem inklusiveren Arbeitsmarkt

#### Beharren im Denken in Kategorien der Fürsorge
Matthias Rösch, Beauftragter des Landes Rheinland-Pfalz für die Belange von Menschen mit Behinderungen seit 2013, stellte 2022 über das Bundesteilhabegesetz resümierend fest, dass es zwar viele Verbesserungen für Menschen mit Behinderung mit sich gebracht habe, aber dass Leistungsträger und Leistungserbringer „doch noch sehr im Gedanken der Fürsorge geblieben“ seien. Insbesondere sei die These obsolet, Werkstätten für behinderte Menschen seien „Einrichtungen zur beruflichen Eingliederung derjenigen behinderten Menschen, die am Arbeitsleben teilhaben können, zu ihrer beruflichen Eingliederung aber auf diese besonderen Einrichtungen angewiesen sind (‚Werkstattbedürftigkeit‘)“, seitdem es gemäß § 60 SGB IX „andere Anbieter“ gibt, die eine Alternative zu Werkstätten bilden (sollen).

#### Möglicher Verlust von Rentenansprüchen
Sowohl die Kommission der Europäischen Union als auch die UN sehen es als ein Ziel von Menschen mit Behinderung an, dass sie sich von dem Status eines Hilfebedürftigen lösen und allein mit Hilfe ihres Einkommens ihren Lebensunterhalt bestreiten können. Dieses Ziel können Beschäftigte in einer WfbM erreichen, wenn sie dort zwanzig Jahre lang beschäftigt waren – bereits im Alter von ca. vierzig Jahren dann, wenn sie seit ihrer Geburt ständig behindert waren. Unter diesen Bedingungen steht den Betroffenen gemäß § 43 Abs. 1 SGB VI bis zur Erreichung der Regelaltersgrenze eine Rente wegen voller Erwerbsminderung zu. Diese kann im Jahr 2023 eine Höhe von über 1000 € im Monat erreichen. Nach Erreichen der Regelaltersgrenze erhalten langjährig Beschäftigte in einer WfbM oder bei einem „anderen Anbieter“ im Sinne von § 60 SGB IX eine Altersrente, die auf der Grundlage des monatlichen durchschnittlichen Arbeitnehmereinkommens in Deutschland berechnet wird. Die Kategorie der Bedürftigkeit spielt bei Versicherungsleistungen keine Rolle, so dass der Werkstattlohn nicht von der Rente abgezogen wird. Dieser erhöht das durch die Rente erhöhte Einkommen, wenn die Betroffenen weiter einer Arbeit nachgehen. In einer 2021 veröffentlichten Studie wird ausdrücklich festgestellt, dass insbesondere bei Inanspruchnahme des Budgets für Arbeit die „fortgesetzte Annahme einer vollen Erwerbsminderung“ den Zweck erfüllen solle, den Empfänger vor dem Verlust von Ansprüchen auf Erhalt einer Erwerbsminderungsrente zu schützen.

### Grundsatz „Erst platzieren, dann qualifizieren!“
Ein zentrales Merkmal der in den 1970er Jahren in den USA entwickelten Konzeption der Unterstützten Beschäftigung ist der Grundsatz „Erst platzieren, dann qualifizieren!“. Diesem Grundsatz zufolge sollte es bei Maßnahmen der UB nicht darum gehen, Kompetenzen als Voraussetzung für eine Arbeit auf dem ersten Arbeitsmarkt zu schaffen, sondern Teilnehmer an UB-Maßnahmen sollen von Anfang an auf diesem platziert werden und erst danach im Rahmen einer sozialversicherungspflichtigen Beschäftigung Qualifikationen erwerben.
Bereits 2008 war der Vorläufer des § 55 SGB IX, der § 38a SGB IX (alte Fassung) mit der Überschrift „Unterstützte Beschäftigung“ versehen worden. Von Anfang an entsprach aber das Konzept der Bundesregierung nicht dem in den USA entwickelten Konzept. Im Jahr 2009 erteilte das Bundesministerium für Arbeit und Soziales auf Anfrage die Auskunft: „Rehabilitanden der Maßnahme UB (InbeQ) sind weder Arbeitnehmer noch Auszubildende und nicht andere zu ihrer beruflichen Bildung Eingestellte. Die Maßnahme UB ist keine Ausbildung im Sinne des § 1 BBiG (Berufsbildungsgesetz) und es besteht kein persönliches Abhängigkeitsverhältnis im sonst definierten Sinne.“ Auch in anderen Quellen ist von der Aufnahme einer sozialversicherungspflichtigen Beschäftigung als Ziel die Rede, das durch die Qualifizierung noch erreicht werden soll.
Die 17 Beauftragten des Bundes und der Länder für die Belange von Menschen mit Behinderung stellten im November 2022 einhellig fest, dass „der Auftrag der Werkstätten aus § 219 SGB IX, den Übergang auf den allgemeinen Arbeitsmarkt zu fördern, bei einer Übertrittsquote von unter einem Prozent seit Jahrzehnten zu selten gelingt und deshalb als weitestgehend gescheitert angesehen wird.“ In ihrer „Erfurter Erklärung für einen inklusiven Arbeitsmarkt 2030“ fordern sie eine Stärkung der Institution Inklusionsbetrieb. Sie „bekräftigen, dass Inklusionsbetriebe als Unternehmen des allgemeinen Arbeitsmarktes ein wichtiger Baustein einer gelebten und erfolgreichen inklusiven Beschäftigung von Menschen mit Behinderungen sind, sehen Inklusionsbetriebe spätestens ab 2030 als wichtigen Ort der betrieblichen Ausbildung und Beschäftigung von Menschen mit Behinderungen auf dem allgemeinen Arbeitsmarkt an, insbesondere wenn es sich um besonders betroffene Menschen oder Menschen handelt, deren Beschäftigung auf besondere Schwierigkeiten trifft[, und] erwarten von Inklusionsbetrieben und ihren Interessenvertretungen, dass sie bis spätestens 2025 gemeinsam mit [anderen] Akteuren ein Konzept mit konkreten Schritten […] erarbeiten, um die Inklusionsbetriebe zu wichtigen Orten der betrieblichen Ausbildung und Beschäftigung von Menschen auf dem allgemeinen Arbeitsmarkt zu entwickeln“. Die Beauftragten „erwarten von den Trägern der Werkstätten, dass sie bis spätestens 2025 gemeinsam mit Werkstatträten, Selbstvertretungsverbänden, Inklusionsbetrieben, Kammern, Trägern der beruflichen Bildung und Rehabilitation, Integrationsfachdiensten, Arbeitnehmer- und Arbeitgeberverbänden, Kostenträgern und politischen Akteuren ein Konzept mit konkreten Schritten zum schrittweisen Wandel der Werkstätten erarbeiten. Die Werkstätten werden damit insbesondere zu Trainings-, Vorbereitungs- und Dienstleistungszentren für die im Anschluss auf dem allgemeinen Arbeitsmarkt stattfindende berufliche Ausbildung und Beschäftigung.“

### Personenzentrierung, Wunsch- und Wahlrecht
Laut Koalitionsvertrag der 18. Wahlperiode des Bundestages („Deutschlands Zukunft gestalten“) unter dem Kabinett Merkel III wollte die Bundesregierung mit dem damals geplanten Bundesteilhabegesetz u. a. erreichen, dass die Leistungen für „Menschen mit einer wesentlichen Behinderung“ sich am persönlichen Bedarf orientieren und entsprechend einem bundeseinheitlichen Verfahren personenbezogen ermittelt werden. Leistungen sollen nicht länger institutionszentriert, sondern personenzentriert bereitgestellt werden. Dabei werde das Wunsch- und Wahlrecht von Menschen mit Behinderung im Sinne der UN-Behindertenrechtskonvention berücksichtigt werden.
Das Prinzip der Personenzentrierung wurde in § 90 SGB IX verankert, das Wunsch- und Wahlrecht in § 8 SGB IX.
Natalie Waldenburger, Wissenschaftliche Mitarbeiterin im Fachgebiet Sozialrecht an der Martin-Luther-Universität Halle-Wittenberg, bestreitet, dass die Bundesagentur für Arbeit berechtigt sei, § 55 SGB IX dahingehend zu interpretieren, dass ein als „werkstattbedürftig“ definierter Personenkreis von vornherein von Maßnahmen der Unterstützten Beschäftigung ausgeschlossen werden müsse. § 55 SGB IX richte sich vielmehr an alle Menschen mit Behinderungen, die eine sozialversicherungspflichtige Beschäftigung anstrebten und dafür der Unterstützung durch geeignete Fachdienste bedürften. Die Leistungsgewährung hänge von der Prognose ab, ob die Person durch die InbeQ eine sozialversicherungspflichtige Beschäftigung aufnehmen könne.
Am 7. November 2022 nahmen ca. 200 Mitglieder von Werkstatträten in Deutschland an einer Konferenz zur Umsetzung des Prinzips der Personenzentrierung in Werkstätten für behinderte Menschen teil. Aus ihren Reihen gab es Wortmeldungen, in denen davon berichtet wurde, dass „etwa 30 Prozent der Werkstattbeschäftigten […] sich eine Arbeit auf dem allgemeinen Arbeitsmarkt gut vorstellen“ könnten. Gemäß der Paragraphen 8 und 90 SGB IX müssten aus der Artikulation derartiger Wünsche organisatorische Konsequenzen gezogen werden, sofern sie sich verfestigen. Im Umkehrschluss geht aus den Berichten der Werkstatträte auch hervor, dass 70 % der WfbM-Beschäftigten sich nicht einmal vorstellen können, außerhalb der WfbM zu arbeiten, und demnach auch nicht den Wunsch haben, diesen Schritt zu vollziehen. Auch diese Wünsche müssen respektiert werden, wenn man das Wunsch- und Wahlrecht als Prinzip ernst nimmt.
Auf der oben genannten Versammlung von Werkstatträten vertrat Jürgen Dusel, Beauftragter der Bundesregierung für Belange von Menschen mit Behinderung, mit Nachdruck die Auffassung, „dass Menschen mit Behinderung das Recht haben, auf den allgemeinen Arbeitsmarkt zu kommen, wenn sie das wollen.“

### Umgang mit dem Attribut „inklusiv“
Am 15. Mai 2015 kritisierte der „Ausschuss für die Rechte von Menschen mit Behinderungen“ der UN in seinem „ersten Staatenbericht“ über die Verhältnisse in Deutschland, „dass segregierte Werkstätten für behinderte Menschen weder auf den Übergang zum allgemeinen Arbeitsmarkt vorbereiten noch diesen Übergang fördern.“ Die Trennung behinderter von nicht-behinderten Arbeitskräften sei mit dem Gebot der Inklusion nicht vereinbar. 

Daher empfahl der Ausschuss dem Konventions-Vertragsstaat Deutschland „die schrittweise Abschaffung der Werkstätten für behinderte Menschen durch sofort durchsetzbare Ausstiegsstrategien und Zeitpläne sowie durch Anreize für die Beschäftigung bei öffentlichen und privaten Arbeitgebern im allgemeinen Arbeitsmarkt“.
Wolfram Giese, Referent für die Behinderten- und Teilhabepolitik der CDU/CSU-Fraktion des Bundestags, stimmte am 17. Februar 2023 auf einem Treffen der Beauftragten für die Belange von Menschen mit Behinderung der Bundestagsfraktionen ausdrücklich der Formulierung zu, Werkstätten seien Teil des inklusiven Arbeitsmarktes. Er warnte davor, bei der Weiterentwicklung der Werkstattgesetzgebung „die Grundlagen allzu sehr zu verändern“. Werkstätten, für deren Erhalt er sich aussprach, „dürften nicht zu arbeitsmarktnah werden“, weil das nicht den Interessen der Beschäftigten entspreche. Auf derselben Veranstaltung positionierte sich Corinna Rüffer, Beauftragte von Bündnis 90/Die Grünen, mit der Aussage, dass „niemand“ den Menschen ihr Wunsch- und Wahlrecht absprechen wolle, wenn sie in der Werkstatt weiter beschäftigt bleiben möchten. Sie betonte aber auch, dass für sie Werkstätten derzeit nicht Teil eines inklusiven Arbeitsmarktes seien.
Durch die oben zitierte Formulierung: „auf den allgemeinen Arbeitsmarkt zu kommen“, macht Jürgen Dusel deutlich, dass sich Menschen, die in einer WfbM beschäftigt sind, dort nach Auffassung der Ampelkoalition noch nicht befinden.
Die Monitoring-Stelle der UN-Behindertenrechtskonvention bewertete im Juli 2023 die von ihr wahrgenommene „unveränderte, auch in den letzten Jahren wiederholt geäußerte grundsätzliche Positionierung der Bundesregierung, wonach WfbM Teil eines inklusiven Arbeitsmarktes im Sinne von Artikel 27 UN-BRK seien“, als „bedenklich“.